# Port lotniczy Chaves
Port lotniczy Chaves – port lotniczy położony w mieście Chaves (Portugalia). Obsługuje połączenia krajowe.